# Chapelle Notre-Dame-de-Bon-Secours de Zétrud-Lumay
Pour les articles homonymes, voir Chapelle Notre-Dame et Notre-Dame-de-Bon-Secours.
La chapelle Notre-Dame-de-Bon-Secours, ou du-Bon-Secours, est  une chapelle de style baroque située à Zétrud-Lumay, section de la ville belge de Jodoigne, en Brabant wallon.

## Localisation
La chapelle se dresse, isolée au milieu des champs, au Vieux Chemin, à environ 2 km au nord-nord-est de Zétrud-Lumay et 7 km au nord-est de Jodoigne, non loin de la chaussée de Tirlemont.
Elle est située exactement sur la frontière linguistique (frontière entre la Région wallonne et la Région flamande) et sur la frontière entre les communes de Jodoigne et Hoegaarden.

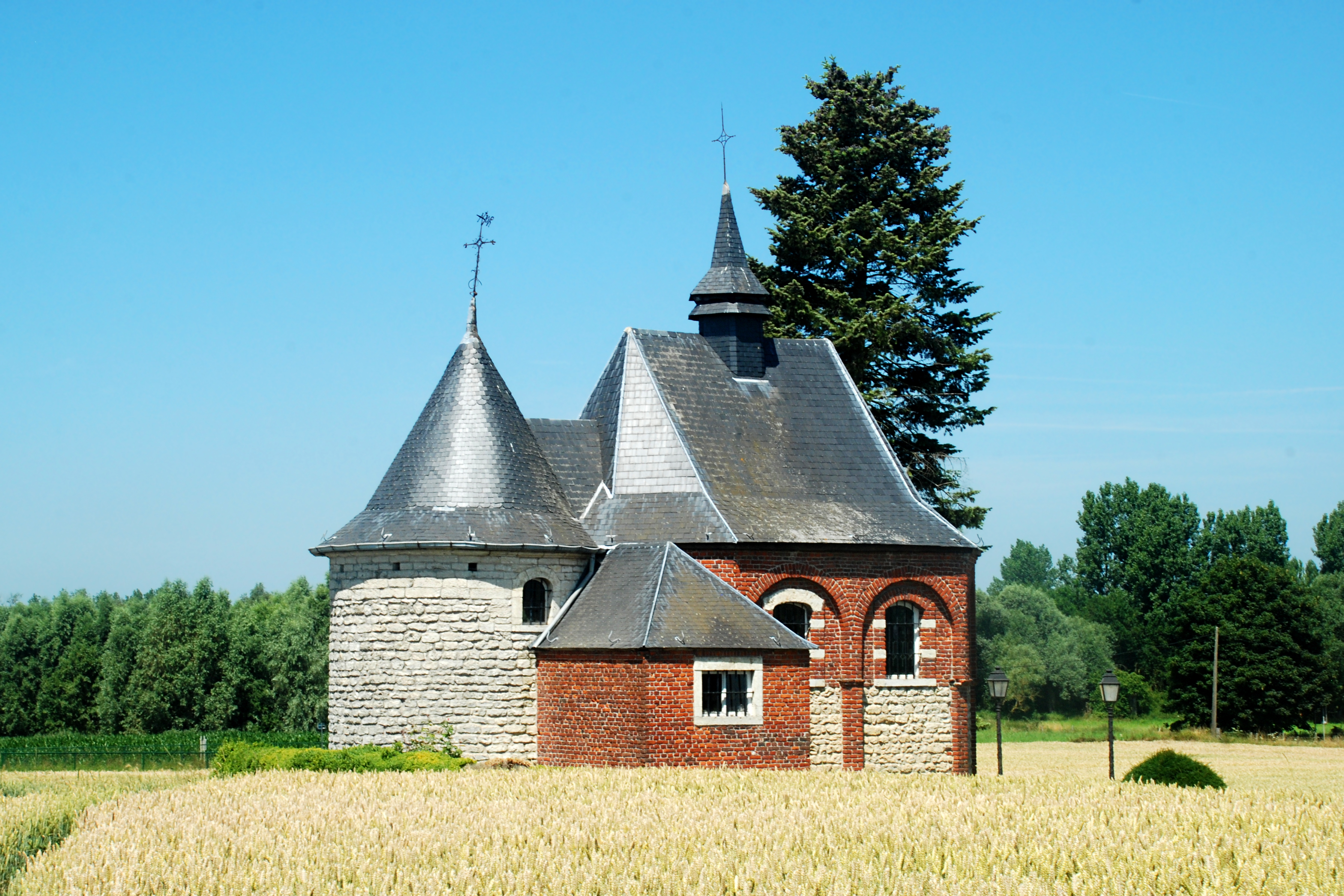
La chapelle vue de l'est.
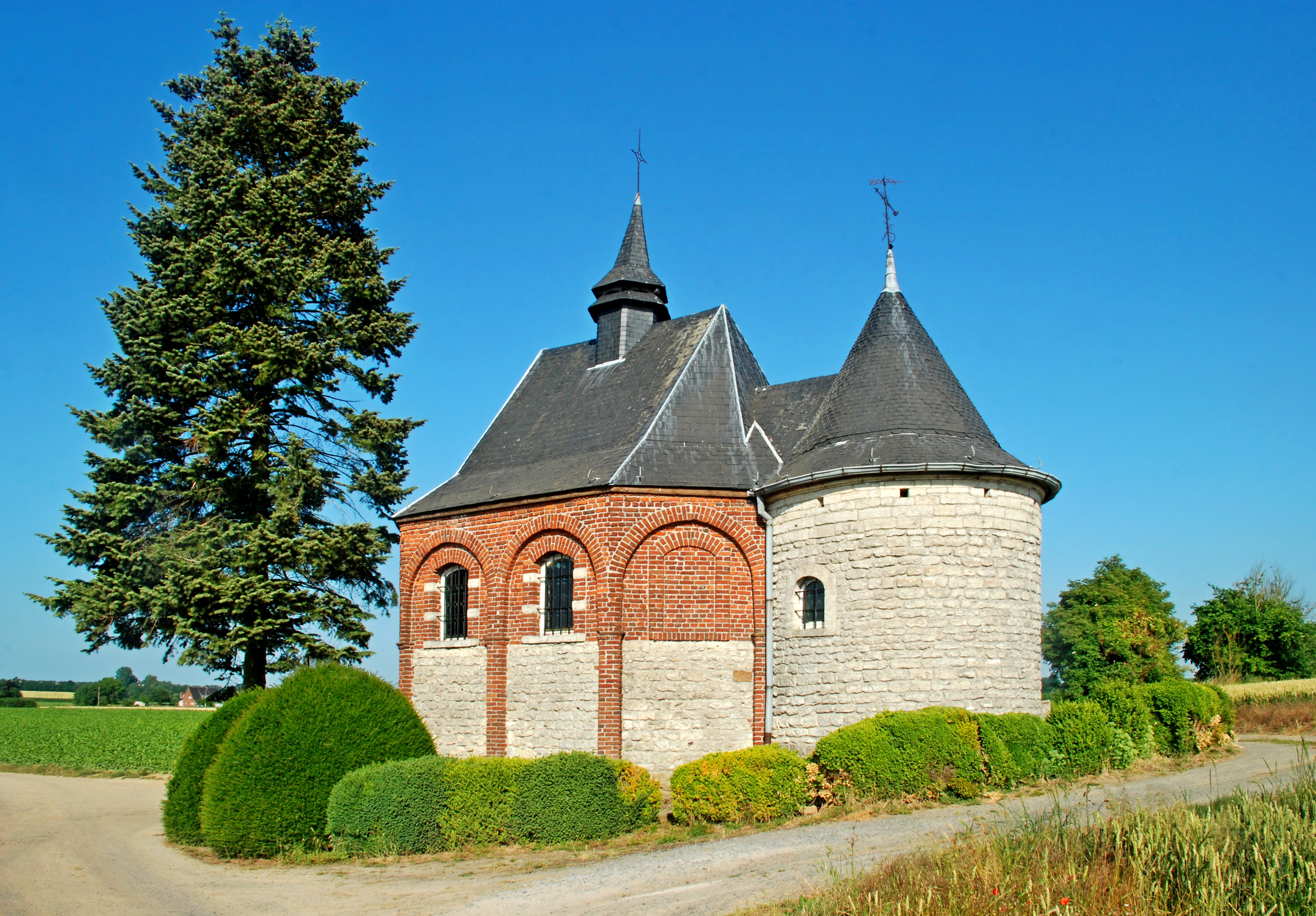
La chapelle vue du sud-ouest.

## Historique
La chapelle est une chapelle votive constituée primitivement d'une abside circulaire à laquelle une nef a été ajoutée probablement vers 1718.
La chapelle a été vendue le 5 vendémiaire de l'an VII à Jean-Baptiste Deneys de Bruxelles et a ensuite été achetée par les comtes d'Astier, qui y ont établi un caveau funéraire.
Les comtes d'Astier, Henri, Honoré et Pierre-Eugène, tous trois natifs de Zétrud-Lumay et officiers des armées napoléoniennes, y sont enterrés,.

## Statut patrimonial
La chapelle Notre-Dame-de-Bon-Secours et ses abords immédiats font l'objet d'un classement au titre des monuments historiques depuis le 30 novembre 1960 sous la référence 25048-CLT-0014-01.

## Architecture

### Architecture extérieure

#### Orientation
La chapelle Notre-Dame de Bon Secours de Zétrud-Lumay présente une orientation peu commune, puisque son entrée est dirigée vers le nord-est et son chevet vers le sud-ouest, ce qui en fait une chapelle « occidentée » et non une chapelle « orientée ».

#### Le chevet
La chapelle possède un chevet circulaire en moellons de pierre blanche agrémenté, dans sa partie haute, de cinq assises de pierres de taille régulières, dont l'avant-dernière est percée de trous de boulin (trous destinés à ancrer les échafaudages) disposés à intervalles réguliers.
Ce chevet, percé de deux fenêtres cintrées, est surmonté d'une corniche moulurée et d'une toiture conique à double pente couverte d'ardoises. La toiture est couronnée d'une croix en fer forgé, sommée elle-même de l'inscription « MAR » formée des lettres « A » et « M » entrelacées, qui résument la formule latine « Auspice Maria » (que l'on peut traduire par « Sous la protection de Marie »), suivies de la lettre « R » (Regina).

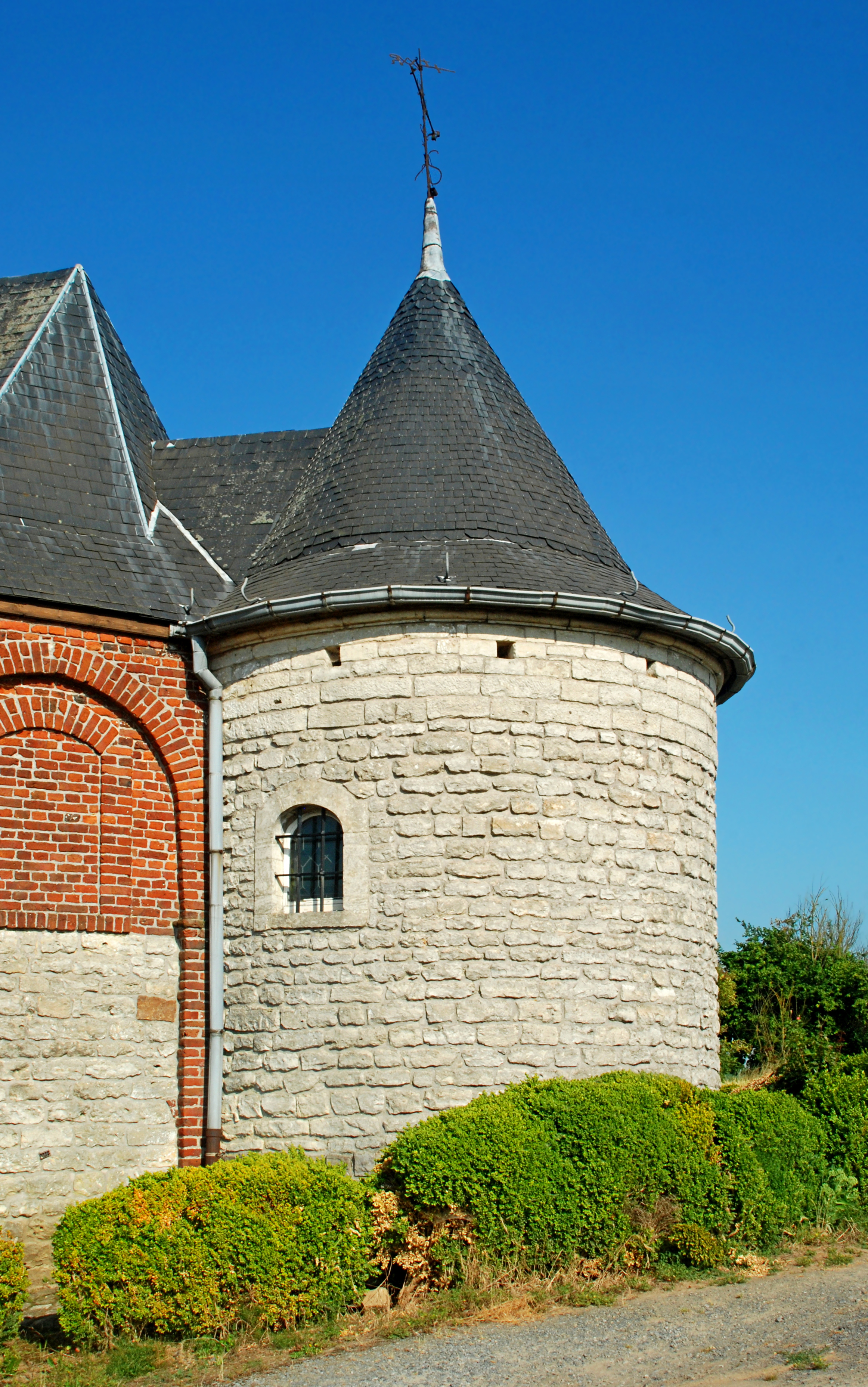
Le chevet vu de l'ouest.
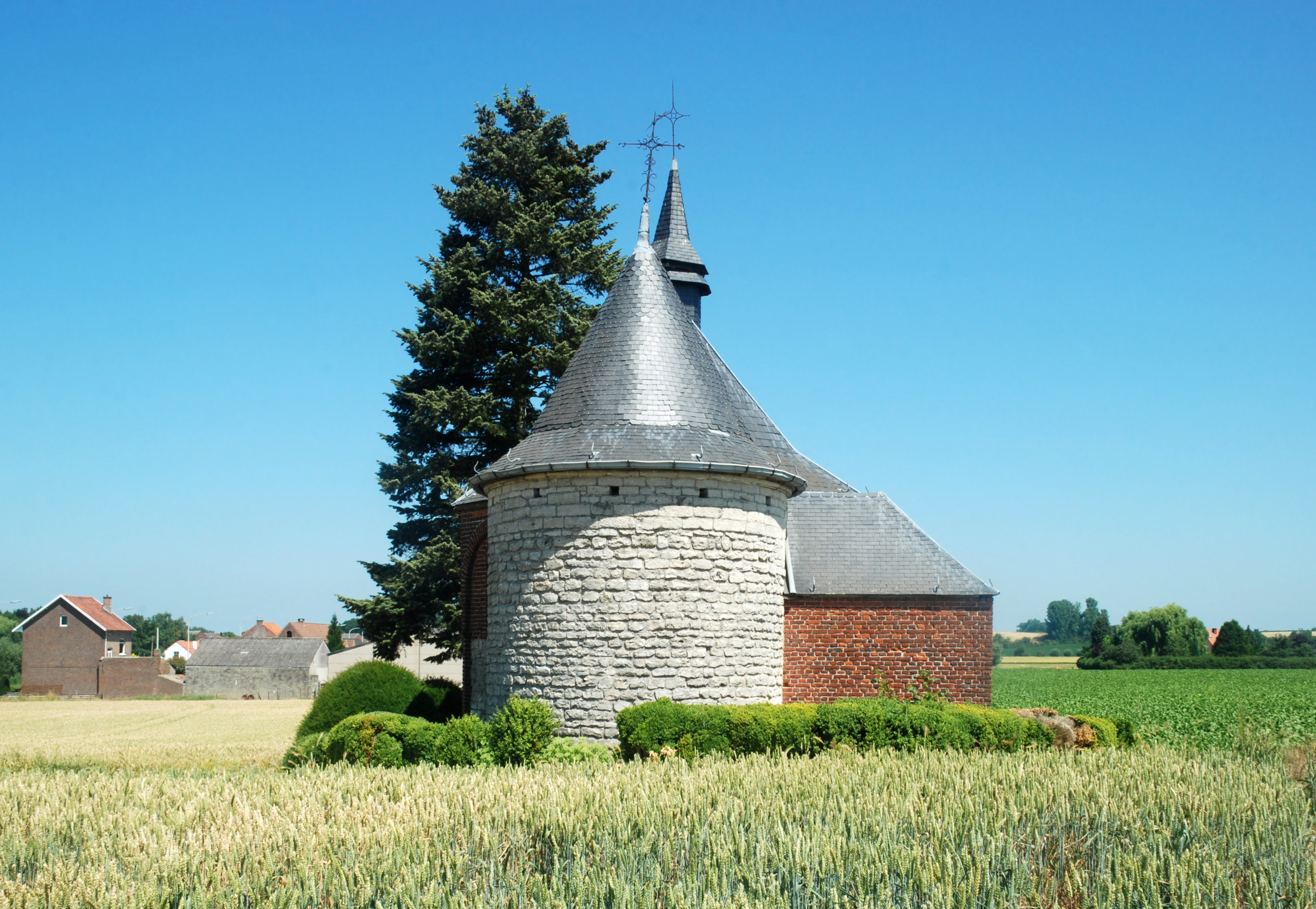
La chapelle vue du sud.
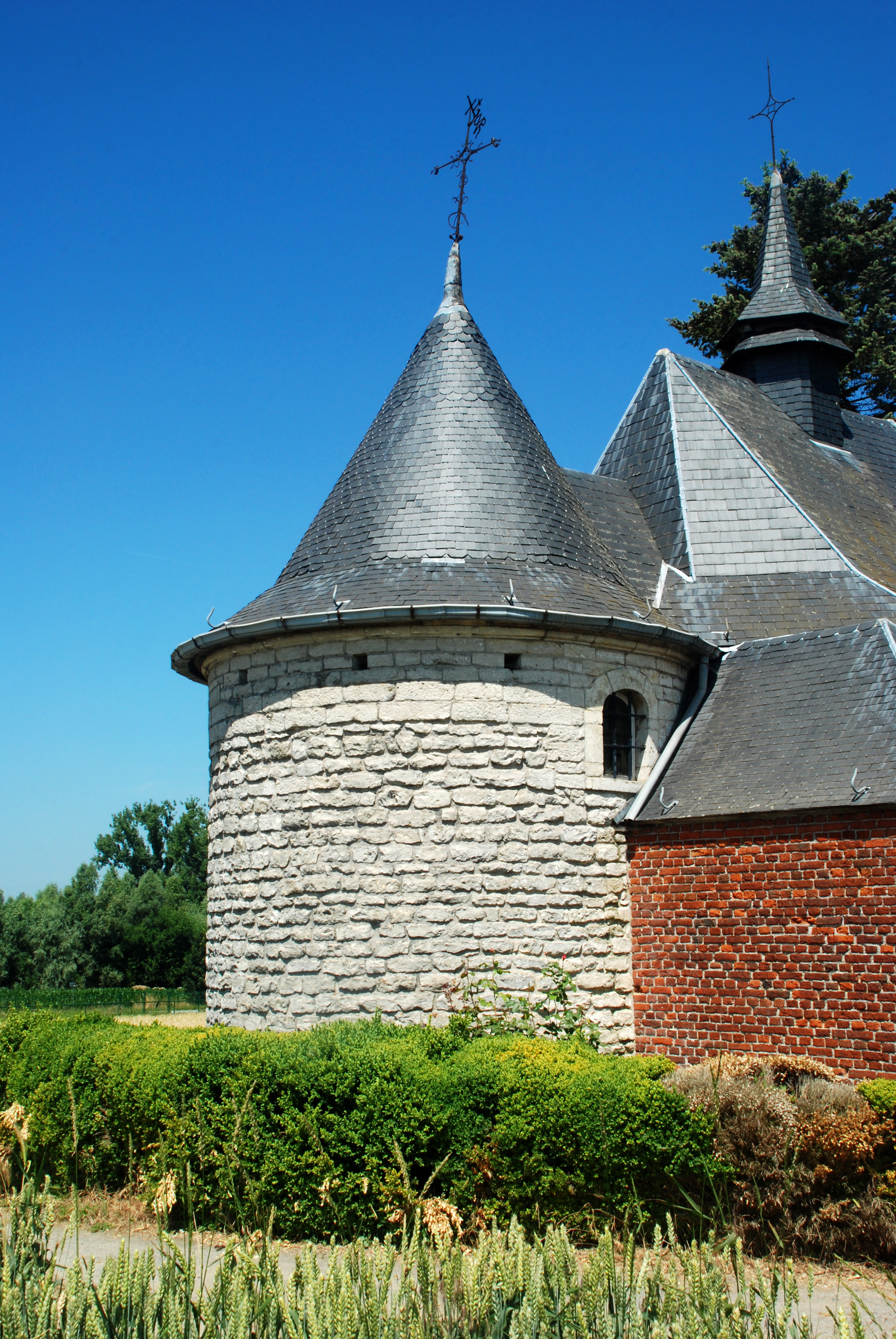
Le chevet vu de l'est.
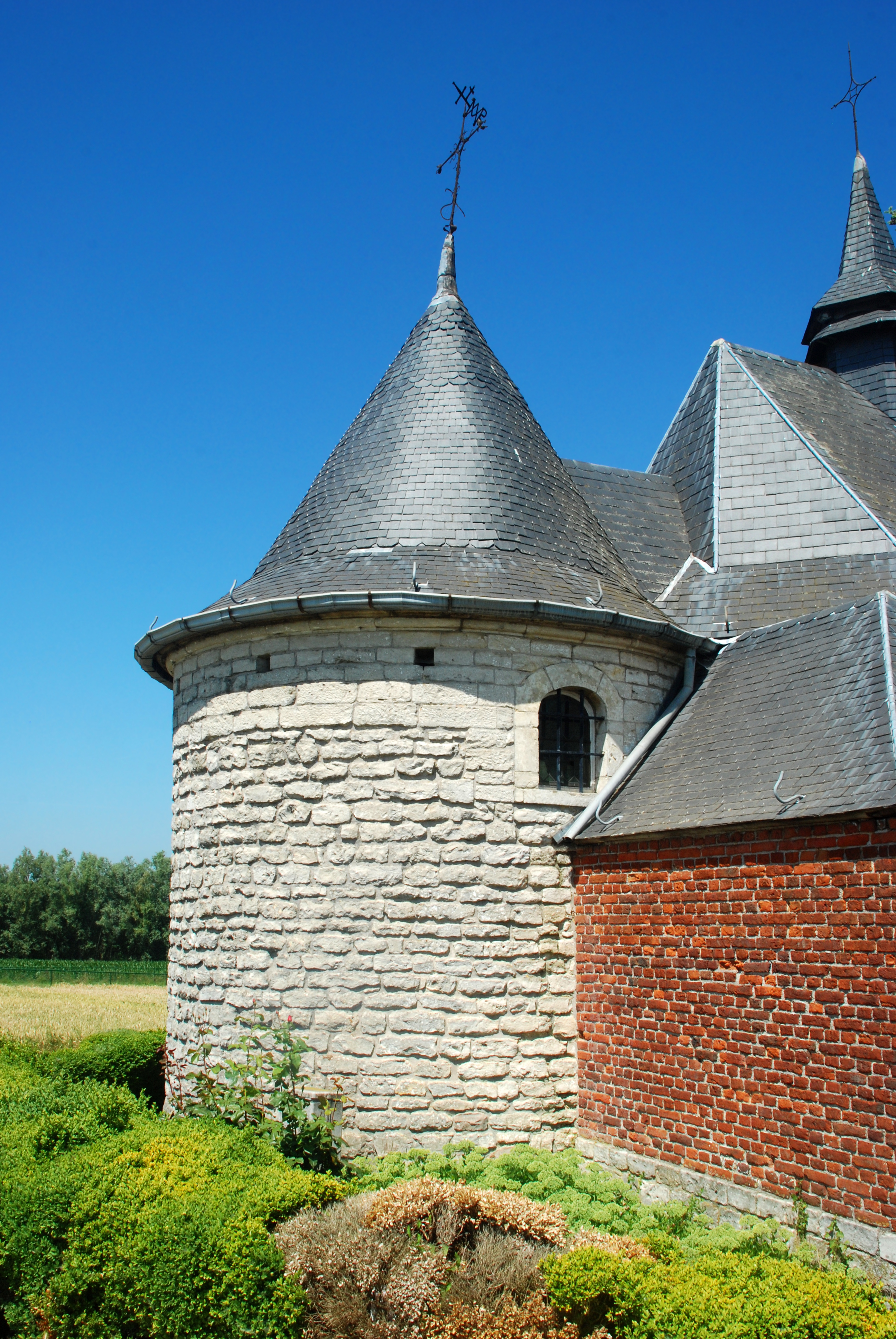
Le chevet vu de l'est.

### Architecture intérieure
L'intérieur de l'oratoire consiste en une petite nef de forme octogonale et un chœur semi-circulaire dont les parois sont faites de moellons de pierre blanche et dont la voûte en briques est ornée de nervures croisées en pierre blanche.
La nef possède deux petites travées dont les pans sont coupés aux angles de façon à dessiner un octogone. Ses murs, ornés de moellons de pierre blanche, sont percés de deux niches briques abritant, à gauche, la statue de Jésus et, à droite, la statue de la Vierge Marie.
Le plafond de la nef est orné de la représentation du Saint-Esprit entouré de rayons de lumière.
Le sol de la nef est orné de dalles de marbre noires et blanches posées en losange, encadrant les pierres tombales de Henri, Honoré et Pierre-Eugène d'Astier.
Leurs épitaphes se lisent ainsi :
| Comtes d'Astier | Comtes d'Astier | Comtes d'Astier |
| Pierre Eugène | Henri Louis Marie | Honoré Dominique |
| --- | --- | --- |
| Ci-Git Messire Pre Eugène Comte d'Astier Lieutenant au Regt Des Cuirassiers Belges Nº 2 Present À la Bataille de Waterlo le 18 Juin 1815, Décédé À Bruxelles le 19 Juillet 1817, Agé de 21 Ans Requiescat In Pace | Ci-Git Henri Louis Marie Comte d'Astier Membre de l'Ordre Équestre de La Province du Brabant Meridional Membre de l'Ordre de La Legio D'Honneur Décédé Le 13 Mars 1828 R. I. P. | Ci-Git Noble et Illustre Seigneur Honoré Dominique Comte d'Astier Seigneur de Zétrud Lumay Membre de l'Ordre Équestre Et des États de la Province du Brabant Meridional Décédé en Son Chateau De Zétrud Lumay Le 8 Octobre Requiescat in pace Obiit 1824 |

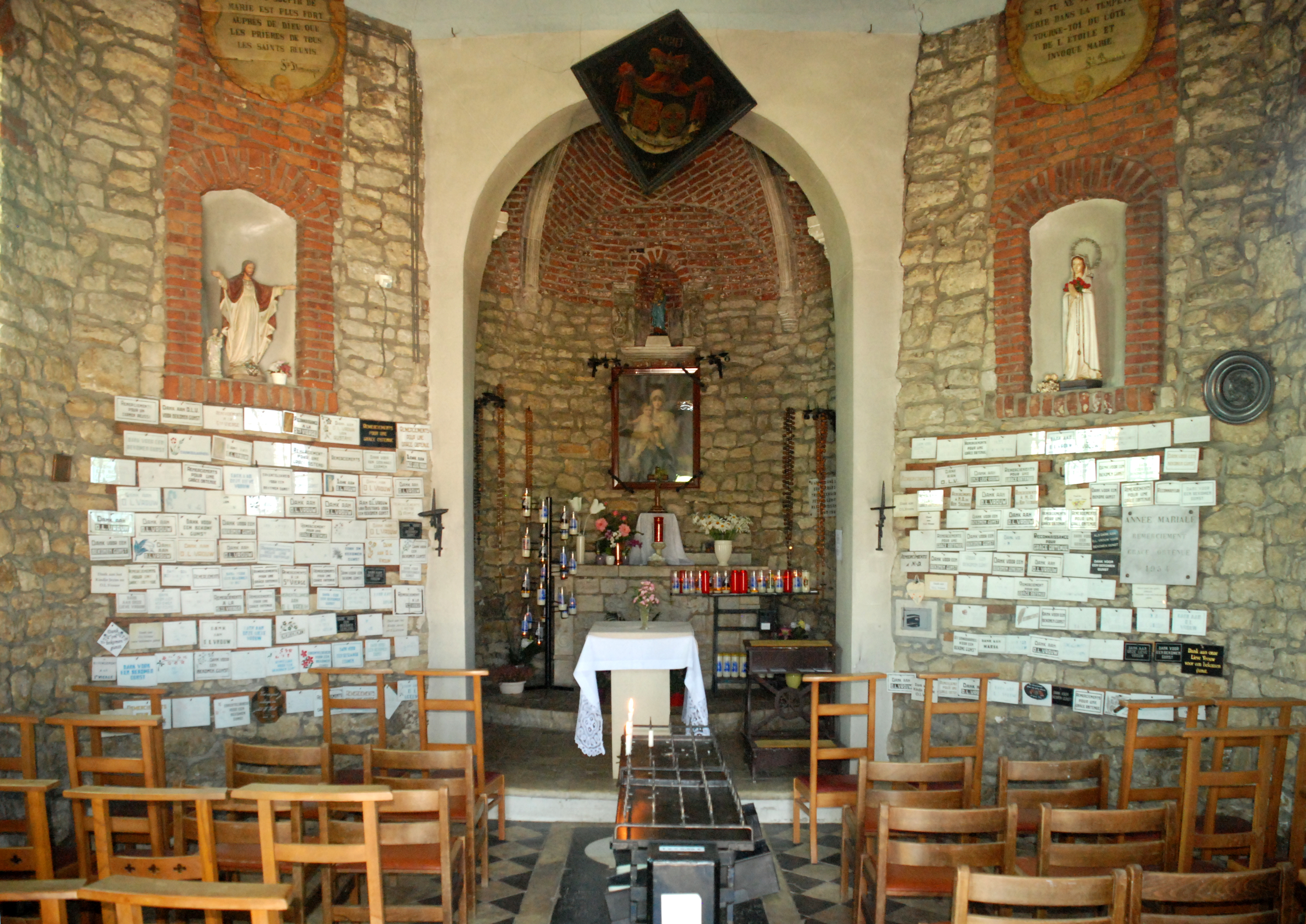
La nef.
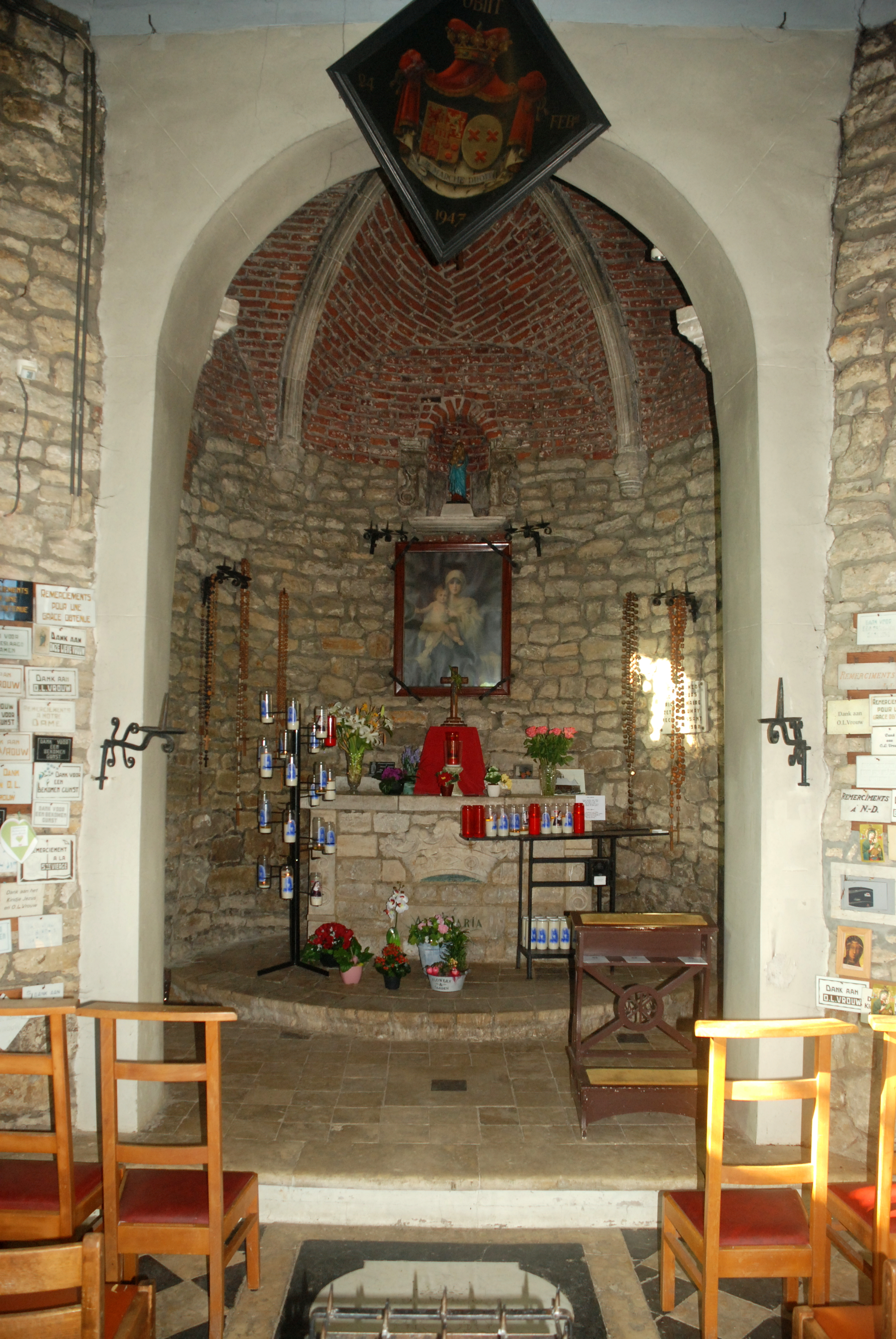
Le chœur.
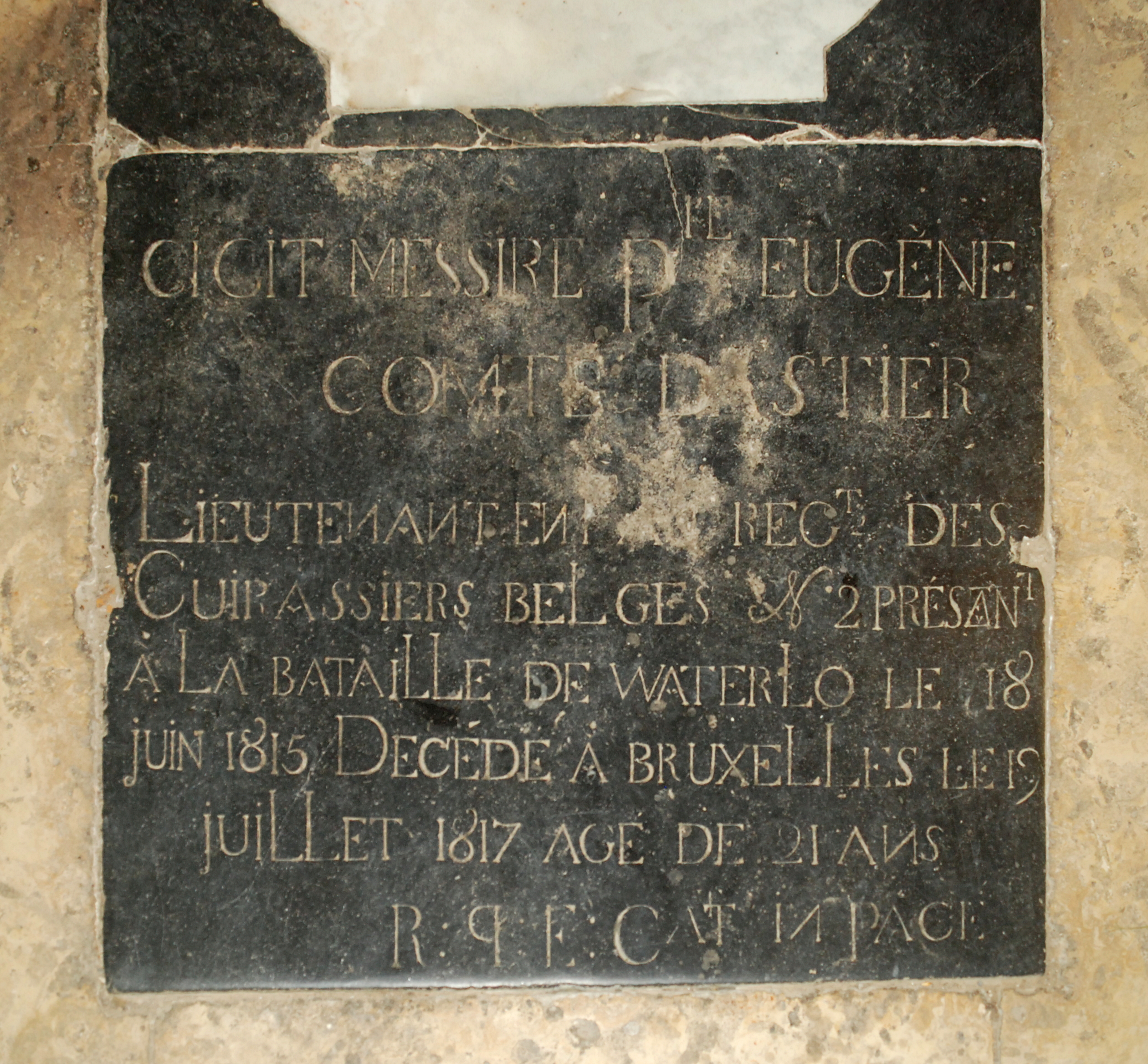
La pierre tombale de Pierre-Eugène d'Astier.
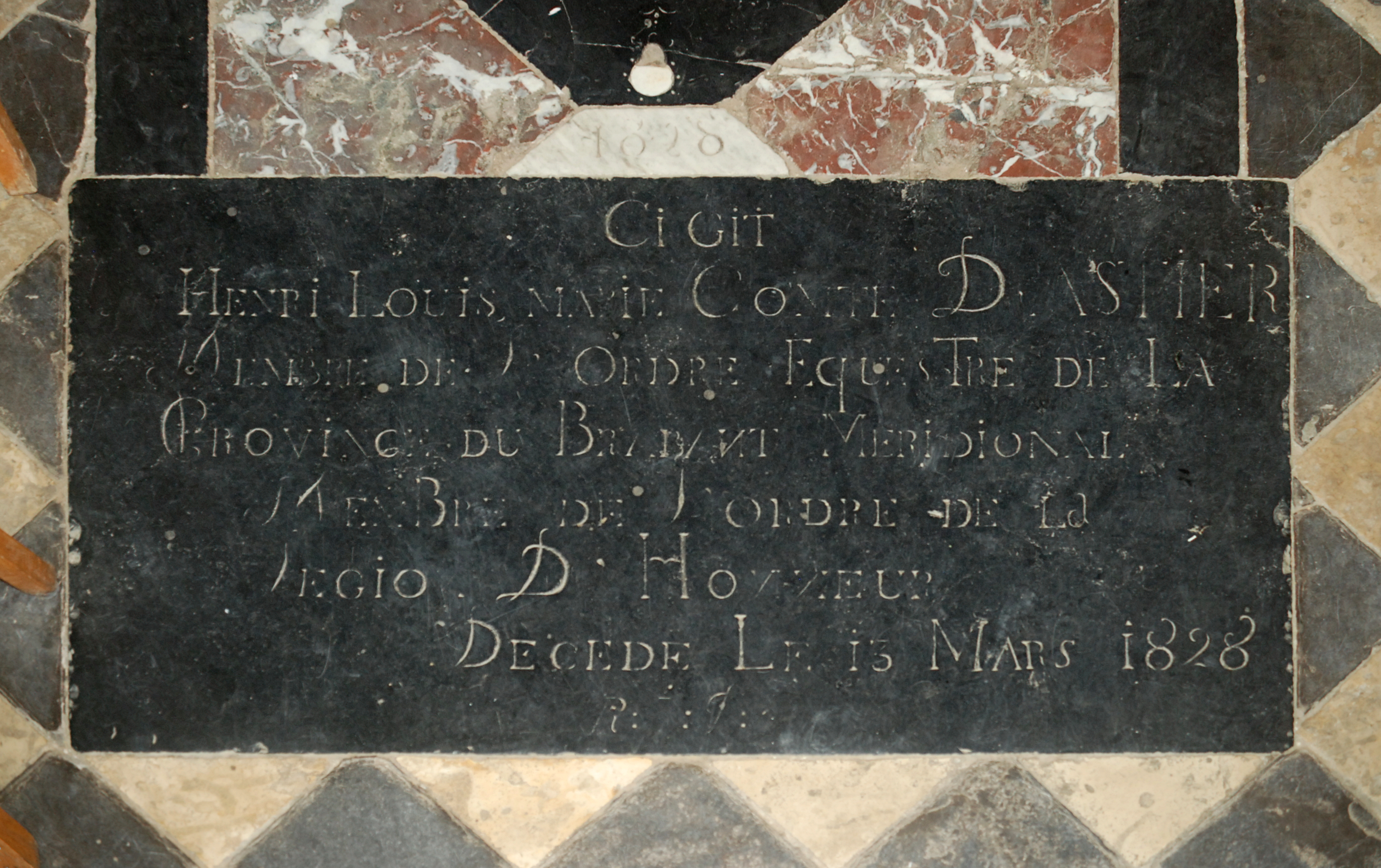
La pierre tombale d'Henri d'Astier.
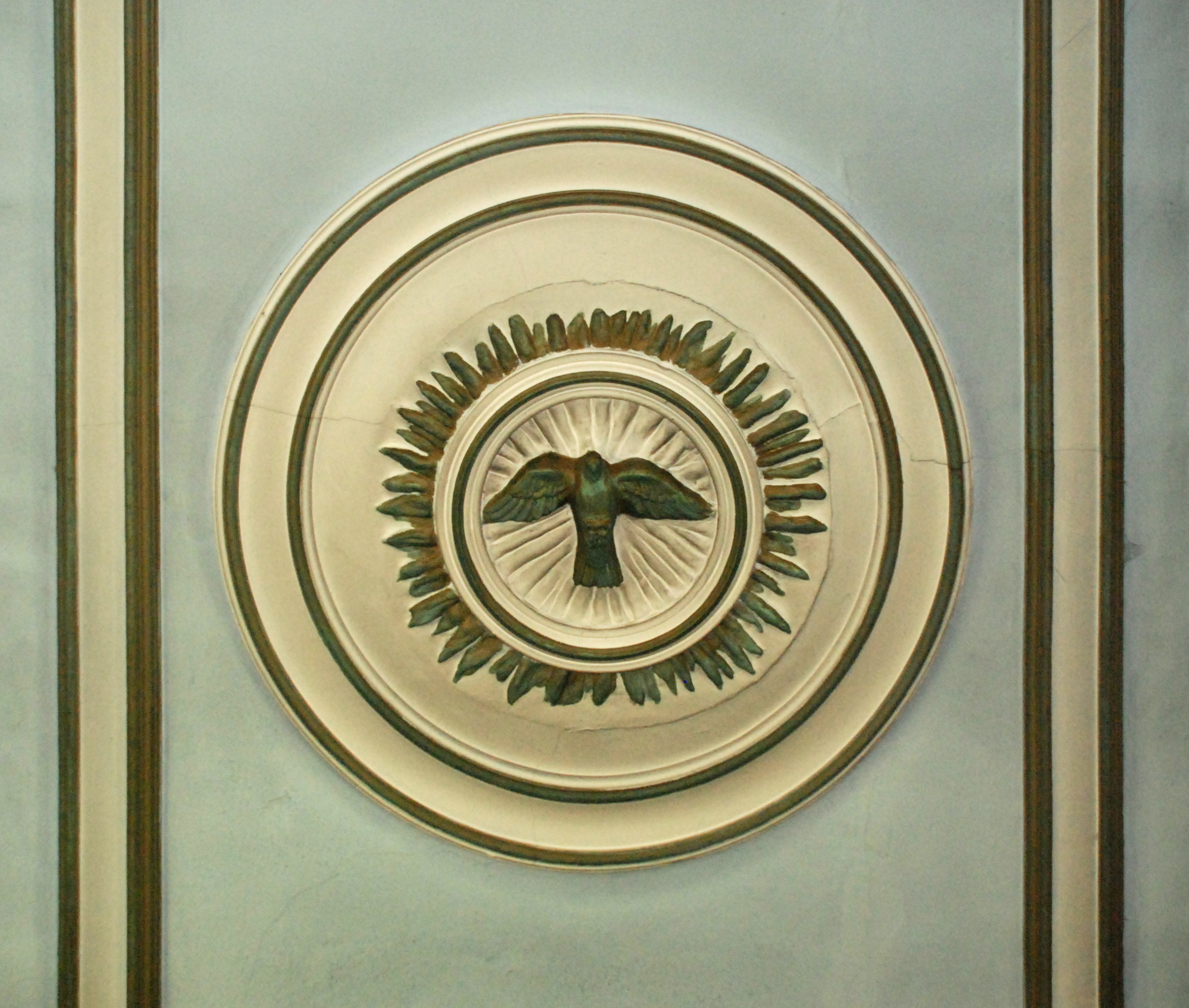
Ornement du plafond.

## Note et références

### Note
1. ↑  Le panneau explicatif situé à côté de l'église de Zétrud-Lumay indique précisément cette dénomination.